# Musée de l'Histoire vivante
Le musée de l'Histoire vivante est un musée historique situé à Montreuil, dans le Parc Montreau, consacré à l'histoire des mouvements sociaux, de la colonisation et de la décolonisation, ainsi que de la banlieue et du patrimoine industriel de la ville de Montreuil. 

## Historique
Créé en 1937 par l'Association pour l'Histoire Vivante sous l'impulsion de Jacques Duclos, il ouvre ses portes le 26 mars 1939 pour le 150e anniversaire de la Révolution française, sous la direction de Jean Bruhat. Il occupe la villa de style italien que Théophile Sueur, maire de Montreuil et industriel, se fait construire en 1874. 
Pendant la Seconde Guerre mondiale, les collections du musées sont cachées dans une ferme en Seine-et-Marne. Il rouvre officiellement au public le 22 juin 1946. Il présente un peu plus tard de nouvelles salles consacrées à l'occupation et à la Libération. Une salle est aussi consacrée à Karl Marx. Le musée héberge également de nombreux objets liés à Jean Longuet.
Dans les années 1960 et 1970, une baisse importante de la fréquentation amène à la semi-fermeture du musée.
Après une rénovation complète (réaménagement des salles, création d'une réserve, informatisation des fonds, nouvelle présentation de l'exposition permanente), le musée rouvre ses portes en septembre 1988, avec une exposition temporaire consacrée à Jean Jaurès et la Révolution française. Il acquiert alors le statut de musée contrôlé par la Direction des musées de France.

## Le musée aujourd'hui
Le musée conserve des collections iconographiques de la Révolution française aux années 1960 ainsi que les fonds d'archive de plusieurs militants et dirigeants du PCF (Jacques Duclos, Daniel Renoult, Marcel Dufriche), des archives de militants socialistes, ainsi que le Fonds d'archives communistes libertaires.
Le musée abrite un espace dédié à la mémoire d'Hô Chi Minh, premier président de la République démocratique du Vietnam, pour sa lutte contre le colonialisme.
L'établissement édite ou coproduit des ouvrages à caractère historique, des catalogues d’exposition, des cartes postales et des films documentaires. C'est aussi un lieu de ressources archivistiques pour les chercheurs et les historiens.
Son activité pédagogique s'est densifiée et il travaille notamment en partenariat avec l'association Citoyenneté Jeunesse pour présenter aux enseignants et à leurs élèves différents ateliers pédagogiques. Des modules d'images initient les élèves des établissements scolaires (du primaire au lycée) à différentes thématiques : Révolution française, imagerie coloniale, l'image et représentation de la femme/des femmes de la Révolution française à nos jours, l'habitat urbain : cités-jardins et grands ensembles, découverte et libération des camps nazis, image de propagande).